# Grażyna Sołtyk (ur. 1941)
Grażyna Ewa Sołtyk (ur. 11 marca 1941 w Łubnicach) – polska rolniczka i polityk, posłanka na Sejm X kadencji.

## Życiorys
Uzyskała wykształcenie podstawowe w 1954. Zawodowo związana z rolnictwem i środowiskiem kółek rolniczych, od 1959 prowadziła gospodarstwo rolne. Była radną Wojewódzkiej Rady Narodowej w Tarnobrzegu i sekretarzem Krajowej Rady Kół Gospodyń Wiejskich. Zasiadała w Radzie Krajowej Patriotycznego Ruchu Odrodzenia Narodowego.
Jako reprezentantka strony partyjno-rządowej brała udział w obradach Okrągłego Stołu w podzespole do spraw rolnictwa. W 1989 uzyskała mandat posłanki na Sejm kontraktowy. Została wybrana w okręgu tarnobrzeskim z puli Zjednoczonego Stronnictwa Ludowego, do którego wstąpiła w 1981. Po jego przekształceniu w 1989 należała do Polskiego Stronnictwa Ludowego „Odrodzenie”, a od 1990 do Polskiego Stronnictwa Ludowego, jednak w 1991 związała się z Polskim Forum Ludowo-Chrześcijańskim „Ojcowizna” i należała do Parlamentarnego Klubu Chrześcijańsko-Ludowego. Pracowała w Komisji Rolnictwa i Gospodarki Żywnościowej oraz Komisji Polityki Społecznej. W 1991 nie uzyskała ponownie mandatu, kandydując z listy „Ojcowizny”.
W 1984 odznaczona Srebrnym Krzyżem Zasługi, a w 2010 Krzyżem Oficerskim Orderu Odrodzenia Polski. W 1985 wyróżniona wpisem do „Księgi zasłużonych dla województwa tarnobrzeskiego”.